# Splodgenessabounds
Splodgenessabounds is een Britse punkrockband uit het zuiden van Londen. Hun bekendste hit was Two Pints of Lager and a Packet of Crisps Please uit 1980. De frontman noemt zichzelf Max Splodge.
De groep werd opgericht in 1978 door Max Splodge en zijn toenmalige vriendin, Baby Greensleeves geheten. In 1979 eindigden ze als tweede in de wedstrijd Battle of the Bands, hetgeen hun een contract bij Deram Records opleverde. Hun eerste release was een vinylsingle met drie tracks: Simon Templar, Michael Booth’s Talking Bum en Two Pints of Lager and a Packet of Crisps Please. Dit laatste nummer was het enige dat op de radio gespeeld werd, nadat John Peel het had opgemerkt; in juni 1980 piekte het op nummer 7 in de Britse hitparade. Two Pints of Lager and a Packet of Crisps Please gaat in wezen over een man die in de pub twee pinten bier en een zakje chips bestelt, maar nooit bediend wordt en steeds ongeduldiger wordt; wanneer de pub sluit, heeft hij nog steeds niets ontvangen. Ze verschenen in Top of the Pops, maar toentertijd was er net een staking bij de BBC gaande, waardoor het programma nooit is uitgezonden.
Het vervolg op Two Pints of Lager and a Packet of Crisps Please was opnieuw een single met drie nummers: Horse, The Butterfly Song en een cover van Two Little Boys van Rolf Harris. Deze single was veel minder succesrijk en strandde op plaats 26. Hun eerste album, uitgekomen in 1981, werd niet genoteerd.
De band trok de aandacht met ironische stunts; zo zat Max Splodge soms een heel concert lang boven op de luidsprekers, of kwam hij het podium op, gehandboeid aan een cipier. Wanneer het begeleidingsorkest niet opdaagde, speelden ze zelf de begeleidingsinstrumenten, zij het extreem luid en extreem slecht. Ze kondigden aan dat hun eerste album óók drievoudig zou zijn, zoals hun singles en dat er een speciaal manifest over „zielige bewegingen” bij zou zitten, alsook een gratis kerstboom. Tegen december 1979 hield de politie hun concerten in de gaten, na — ongegronde — geruchten dat er publiekelijk naakt in zat, dat men op verzoek veestte en dat Splodges vriendin hem tijdens het optreden fellatio verschafte.
Reeds in 1980 verliet het leeuwendeel van de artiesten de band; in 1981 nam hij met Gary Holton van Heavy Metal Kids de single Cowpunk Medlum op, die op plaats 69 eindigde. Daarop zegde Deram Records het contract op, maar Splodge ging verder met het album In Search of the Seven Golden Gussets op het onafhankelijke label Razor Records. Het nummer Mouth and Trousers, dat veeleer een skanummer was, werd weliswaar goed onthaald door de radio, maar bereikte de hitparades niet. Daarop legde Splodge de groep stil en ging als acteur en presentator van bingoavonden werken.
Er kwam een korte heropleving in 1991 met het album A Nightmare on Rude Street, maar dit werd lauw ontvangen en de groep ging opnieuw uit elkaar. In 1999 raakte Splodge immens enthousiast door een documentaire over Dzjengis Khan en riep zijn band opnieuw samen. In 2000 en 2001 brachten ze nog twee albums uit, en in 2006 traden ze samen met Gene Simmons van Kiss op.

## Discografie
Singles:
- 1980 "Simon Templar" / "Michael Booth's Talking Bum" / "Two Pints of Lager and a Packet of Crisps Please"
- 1980 "Two Little Boys" / "Horse" / "Sox" / "Butterfly"
- 1981 "Cowpunk Medlum" / "Brown Paper" / "Have You Got a Light Boy?" / "Morning Milky"

Albums:
- 1980 Splodgnessabounds
- 1982 In Search of the Seven Golden Gussets
- 1991 A Nightmare on Rude Street
- 2000 I Don’t Know
- 2001 The Artful Splodger